# Ильин, Арчжил Якимович
Арчжил Якимович Ильин (18 октября 1927, Улан-Удэ — 13 апреля 1981) — советский философ, специалист по методологии науки. Профессор МГУ. А. Я. Ильин был одним из ведущих специалистов СССР в области философско-методологических проблем современной биологии, в частности, эволюционной теории и генетики. Им опубликовано около ста пятидесяти научных работ.

## Биография
Отец — Иоаким Александрович Ильин (1893—1970) — был крупным государственным деятелем Бурятии: работал наркомом юстиции, промышленности и торговли, заместителем председателя бурятских ЦИКа, Совнаркома, председателем Госплана (с 1924 года), директором Пышминского медеэлектролитного завода (1934—1937). 14 ноября 1937 года он был арестован, осуждён на 15 лет ИТЛ и 18 лет провёл в лагерях и ссылке. Мать — профессиональная революционерка Федосья Матвеевна Осодоева (1898—1988), фельдшер, председатель Боханского подпольного комитета РКП(б) в Иркутской губернии, впоследствии заместитель директора Всесоюзного проектного института «Гипромолоко» (первым браком была замужем за бурятским революционером Павлом Сергеевичем Балтахиновым, 1900—1920).
В 1947 году А. Я. Ильин поступил на философский факультет МГУ, который окончил в 1952 и продолжил учебу в аспирантуре. В 1955 году он успешно защитил кандидатскую диссертацию по теме «Исследование И. М. Сеченовым проблем отражения действительности в сознании».
С 1956 года в течение четырех лет преподавал в Бурятском государственном педагогическом институте им. Д. Банзарова в Улан-Удэ. Здесь он прошел путь от ассистента до доцента кафедры философии БГПИ. Затем он вернулся на философский факультет МГУ, где в 1967 блестяще защитил докторскую диссертацию «О диалектико-материалистических основах современной биологии», в том же году она вышла как монография. В 1970—1974 А. Я. Ильин руководил кафедрой диалектического материализма.
Продолжительное время он вёл преподавательскую работу за рубежом: в Сорбонне (Франция), в университетах Берлина, Хемница (Германия), Праги, Оломоуца (Чехословакии), Братиславы (Словакия), Гаваны (Куба) и т. д. Его деятельность была отмечена правительственными медалями ГДР и Чехословакии, медалями и грамотами университета им. Гумбольдтов (Берлин), Карлова университета (Прага) и др. Он владел английским, немецким и французским, в студенчестве освоил латынь и древнегреческий, а в связи с преподаванием освоил также чешский и испанский языки.
А. Я. Ильин был редактором и автором разделов фундаментальных коллективных трудов «Ленинская теория отражения и современность» (София, 1969), «Диалектический материализм и его идейно-теоретические противники» (нем. Der dialektische Materialismus und seine Kritiker, Берлин, 1975), «Философия и современная биология» (М., 1973), «Принципы материалистической диалектики и современная биология» (Братислава, 1977, на словацком яз.).
Его книга (в соавторстве с П. В. Алексеевым) «Принцип партийности и естествознание», вышедшая в Москве в 1972 г., была переиздана в Берлине, а совместная с академиком И. Т. Фроловым работа «Научный поиск и философская борьба в биологии» (М., 1973) была переведена на пять языков.
Под руководством А. Я. Ильина был опубликован коллективный труд философов и естествоиспытателей «Философия и теория эволюции» (М., 1974), в котором предпринята одна из первых в СССР попыток философского осмысления таких открытий, как расшифровка генетического кода, синтез гена, развитие учения о биосфере.
Урна с прахом захоронена в колумбарии Донского кладбища.

## Идеи
А. Я. Ильин акцентировал внимание на том, что эволюционная теория выступает в роли методологического принципа, позволяющего представить биологические науки как единое, но внутренне дифференцированное целое. Большое место он отводил применению системно-структурного подхода в познании живого, обоснованию единой концепции уровней и основных форм организации биосистем, созданию целостного образа биологического знания.
Рассматривал биологическую науку в контексте общемировоззренческих, социально-экономических и культурно-ценностных устремлений человека. Он показывал, что в основе изменяющегося отношения общества к биологии лежат глубокие преобразования в современном мире. Заметное повышение интереса к биологическим наукам обусловлено тем, что биология выдвинулась на особое место в системе научного познания, выйдя за рамки естественной науки. В ряде своих дисциплин она стала смыкаться с «науками о человеке», затронув область гуманитарно-философского знания.